# Nicolae Buică
Nicolae Buică (n. 11 noiembrie 1855, Slatina, Olt, România – d. 1932, București, România) a fost un violonist român, numele său având o rezonanță aparte în fața tuturor înaintașilor lui, prin educația profesională (elev al lui Carl Flesh la Conservatorul din București), contactul cu repertoriul clasic de concert și cu viața muzicală din străinătate, încă din ținerețe și dorința de a ridica muzica populară românească pe o nouă treaptă artistică. „Faimosul virtuoz român”, cum a fost numit de către presa germană, a reușit să depășească stadiul cunoscut al muziii lăutărești românești din secolul al XIX-lea.

## Biografie
S-a născut la data de 11 noiembrie 1855 în Slatina, județul Olt, într-o veche dinastie de lăutari, fiind fiul violonistului Bebe Buică.
În 1860 este părăsit de către tatăl său, care se recăsătorise și lăsat în grija unchiului său, Gheorghe Buică. Din 1862 cântă în taraful acestuia la berăria „Bazilescu” din Craiova, ca vioară a doua.
În 1869 este auzit aici de către violonista Paula Grepell, care îl recomandă Conservatorului din Bucuresti (cunoscându-i personal pe marii profesori ai vremii, George Fontino și Eugenia Bazelli). În același an Nicolae Buică se mută în București și este primit în clasa de vioară a lui Carl Flesch. 
În 1871 este absolvent al Conservatorului, iar în 1872 se căsătorește cu arhitecta Elvira Pop Florantin, fiica filozofului Ioan Pop Florantin, și se mută la Paris cu aceasta, în urma unei burse. Aici își desăvârșește studiile, în 1874 primind titlul de „Mare maestru al viorii” acordat de către Conservatorul din Paris. Tot acum primește și un angajament la Teatrul „Alhambra” și apare de două ori ca solist la „Kaukasisches Schloss” și ca șef de orchestră la Teatrul „Rejanne”.
În 1911, găsindu-și primul său impresar, se alătură orchestrei unchiului său la restaurantul „Cafe-Schtieber” din Viena.
După concertul din 1912 al tarafului Gheorghe Buică la „Abbazia-Fiume”, Nicolae Buică reușește să contracteze câteva angajamente la hotelurile „Wagner” și „Quarnero” din Rusia, unde conduce o orchestră mică. Aici, cu ajutorul unchiului său, învață repertoriul de cântece populare rusești („Ei Uhnem” devine standard în repertoriul său) și tot aici compune, în stil rusesc, piesele „Armonica” și „Ruseasca”.
În 1914 se întoarce în țară, odată cu începutul Primului Război Mondial, și cântă la restaurantele „Cișmigiu”, „Enescu”, „Gradina Otetelișeanu” și „Iordache”. La ultimul dintre acestea cântă în taraful celui mai tehnic țambalist al Bucureștiului din acea perioadă, Lică Ștefănescu.
În perioada 1916-1918 își câștigă și supranumele, în Germania, de „Weltberuhmte rumanische Violinvirtuose” (faimosul violonist virtuoz român).
În 1918 participă la un recital alături de George Enescu la Teatrul Național din Iași, iar în 1921 pleacă în Turcia, unde organizează o orchestră simfonică pe care o dirijează la „Petit Champs-Theatre”.
În perioada 1922-1930 își diversifică repertoriul, renunțând din ce în ce mai mult la cel popular, însușindu-și piese de Max Bruch și Camille Saint-Saëns, „Perpetuum mobile” de Niccolò Paganini sau „Zigeunerweisen” de Pablo Sarasate. Primește angajamente notabile la Londra, în Anglia, la Paladeum Theater, dar și la Nisa, în Franța, la Hotel Savoy sau la Bruxelles, în Belgia, la Palais d'ete.
În perioada 1926-1929 realizează câteva înregistrări la casele de discuri Pathé, Perfection Concert Record și Homocord. 
În ultimii săi ani ai vieții (1929 - 1932) a cântat în Germania. Printre cele din urmă contracte, cele mai importante sunt la München (restaurantul din cartierul Leopold-Stadt) și Dresda („Hotel Esplanad”).

## Decesul
În 1932 revine în România, murind la câteva luni de la întoarcere. Vioara sa, „Sebastian Klozpremier”, comandată la „Hill” din Londra, a fost dată (în regim de consignație), în același an, violonistului Grigoraș Dinicu, care a cântat la ea până la sfârșitul vieții.

## Discografie
Discurile violonistului Nicolae Buică au fost înregistrate în perioada 1926-1929 la Viena, Paris și Berlin.

### Discuri Perfection Concert Record
| An   | Număr de comandă | Număr de catalog  | Format                 | Piese                                                                              | Acompaniament |
| 1926 | 227              | PC 70513 PC 70514 | shellac, 25 cm, 78 RPM | Doină Sârba cu variație (c. Nicolae Buică)                                         | pian          |
| 1926 | 228              | PC 70515 PC 70516 | shellac, 25 cm, 78 RPM | Tilinca Troica                                                                     | pian          |
| 1926 | 229              | PC 70517 PC 70518 | shellac, 25 cm, 78 RPM | Fantezie Română (c. Nicolae Buică) J'ai tent pleuré                                | pian          |
| 1926 | 230              | PC 70519 PC 70520 | shellac, 25 cm, 78 RPM | Carnaval de Venice I (c. Benedict-Buică) Carnaval de Venice II (c. Benedict-Buică) | pian          |

### Discuri Pathé
| An   | Număr de catalog | Format                 | Piese                                          | Acompaniament                |
| 1928 | N 9602           | shellac, 27 cm, 80 RPM | Les deux guitares La Doïna et danses roumaines | Grégoire Alexandresco (pian) |
| 1928 | N 9603           | shellac, 27 cm, 80 RPM | Imitation de cornemuse Tambourin Chinois       | Grégoire Alexandresco (pian) |

### Discuri Homocord
| An   | Număr de catalog | Matriță             | Format                 | Piese                                                               | Acompaniament |
| 1929 | R. 4-11.100      | H. 75.049 H. 75.046 | shellac, 25 cm, 78 RPM | Avant de mourir (c. George Boulanger) Paris frisson                 | pian          |
| 1929 | R. 4-11.101      | H. 75.048 H. 75.047 | shellac, 25 cm, 78 RPM | Ruseasca Volga, Volga                                               | pian          |
| 1929 | R. 4-11.102      | H. 75.051 H. 75.053 | shellac, 25 cm, 78 RPM | De mă iubești Pour le coeur                                         | pian          |
| 1929 | R. 4-11.103      | H. 75.055 H. 75.052 | shellac, 25 cm, 78 RPM | Buchet de romanțe (c. Nicolae Buică) Hora nopții (c. Nicolae Buică) | pian          |
| 1929 | R. 4-11.104      | H. 75.050 H. 75.054 | shellac, 25 cm, 78 RPM | Wo sind meine Kinder (c. Nicolae Buică) Armonica (c. Nicolae Buică) | pian          |

## Legături externe
- Nicolae Buică, lăutarul slătinean care a urcat pe marile scene ale Europei, 17 iulie 2012, Simona Rotaru, Gazeta Nouă
- Video clip:  Sârba în variație (anii '20)